# Perla de queratina
Una perla de queratina es una estructura queratinizada que se puede encontrar en regiones donde células escamosas anormales formen capas concéntricas.  También se conoce como perla córnea, debido a su ubicación entre las células escamosas del epitelio, este tipo de estructura a veces ve en el carcinoma de células escamosas.